# Fritz Arndt
Fritz Arndt (1 de junho de 1910 – 12 de março de 2003) foi um sargento alemão que serviu na  durante a Segunda Guerra Mundial. Foi condecorado com a Cruz de Cavaleiro da Cruz de Ferro.

## Condecorações
- Cruz de Ferro (1939)
  - 2ª classe (1 dezembro de 1941)
  - 1ª classe (10 de março de 1943)
- Medalha Oriental (28 de agosto de 1942)
- Medalha de Condutor de Frente em Prata (1 de maio de 1944)
- Distintivo de Ferido (1939) em Prata (25 de julho de 1944)
- Cruz de Cavaleiro da Cruz de Ferro (31 de março de 1943)
- 678ª Cruz de Cavaleiro com Folhas de Carvalho (9 de dezembro de 1944)